# Erkanbald

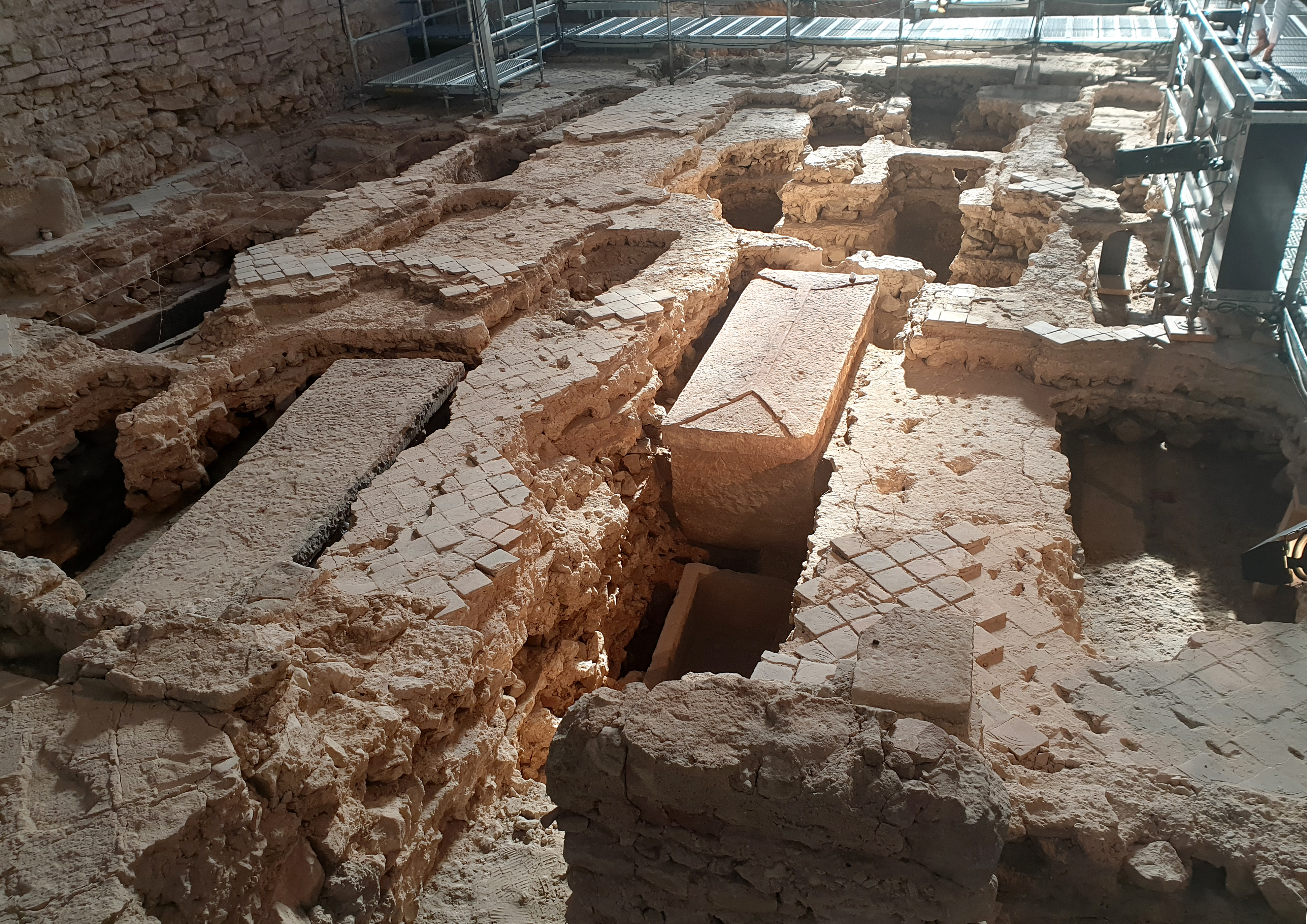
Sarcófago del arzobispo Erkanbald en Iglesia de San Juan (Maguncia)

Erkanbald, también Erchanbald, (* hacia 967; † 17 de agosto de 1021) fue abad de Fulda desde 997 hasta 1011 y arzobispo de Maguncia desde 1011 hasta su muerte. Está enterrado en la iglesia de San Juan de Maguncia, la "antigua catedral".
Erkanbald procedía de la familia de los condes de Ölsburg y estaba emparentado con el obispo Bernward de Hildesheim. No se conocen sus padres, puede haber nacido alrededor del año 967, ya que tenía unos 30 años cuando se convirtió en abad.
En 1001 Erkanbald, junto con los obispos Burcardo de Worms y Enrique I de Würzburg, se dirigió a Italia como partida del arzobispado de Maguncia para prestar apoyo militar a Otón III. Sin haber conocido al emperador, a finales de enero de 1002 le llegó la noticia de su muerte en Castel Paterno, cerca de Faleria, cerca de Lucca (Toscana). No había ninguna conexión con el cortejo fúnebre de Otto. El pelotón, en ambas direcciones, probablemente tomó la ruta a lo largo del Rin por uno de los pasos de los Grisones y luego por el paso de Cisa.
Como abad y más tarde como arzobispo, apoyó al emperador Enrique II, a quien también debía su nombramiento como arzobispo de Maguncia. Según el testimonio de la Vita Godehardi (c. 25), Bernward de Hildesheim lo consagró como obispo el 1 de abril de 1011 Erchanbald, a su vez, lo había apoyado en la disputa por Gandersheim contra el arzobispo Willigis de Maguncia.
Como abad de Fulda, Erchanbald apoyó a Heinrich en 1002 y 1003 en el Medio Rin y en Franconia. En 1007 apoyó la creación del obispado de Bamberg. En 1008 volvió a estar del lado de Enrique en la disputa de Luxemburgo. Excavaciones en la iglesia de San Juan con el sacrófago del arzobispo Erchanbald
Sarcófago del arzobispo Erchanbald en St. Johannis en Maguncia (en el centro con un dibujo en forma de flecha)
Al parecer, no recibió de Enrique II el arciprestazgo italiano de su inmediato predecesor Willigis. Aparece algunas veces como interventor en los documentos del emperador, y consagró a los obispos de Verden y Praga en su provincia eclesiástica de Maguncia. En 1013/14 participó en la campaña de Roma, tras la cual apoyó al emperador en la realización de la reforma de Fulda. También apoyó al Emperador en la política de la Baja Lorena y hacia Polonia.
En cuestiones de derecho canónico, se inclinó por la reforma de Gorz. En la disputa matrimonial de los Hammerstein, Erkanbald contribuyó a que el conde Otto tuviera que separarse de su esposa Irmingard (1018). Ya antes de su muerte, Erchanbald elevó Heilig-Kreuz, antes Santa María auf dem Felde (Sanct Maria in Campis), a fundación colegial.
En 1991, un hallazgo de tierra de pizarra fue identificado como el sello del arzobispo.
En junio de 2019, los arqueólogos abrieron un sarcófago en la iglesia de San Juan de Maguncia. Las investigaciones revelaron que el cadáver que se encontraba en su interior era el arzobispo Erkanbald[5]. Una prueba circunstancial, según la restauradora Anja Bayer, era una casulla de seda teñida de azul, que terminaba con una cenefa de oro en el cuello del difunto. Encima de la casulla había una tela de lana, que era un palio. El muerto también llevaba zapatos pontificales. Sólo los clérigos de mayor rango, especialmente los obispos, tenían derecho a llevar estas prendas. Los exámenes realizados por la antropóloga Carola Berszin revelaron que el hombre, que medía 1,82 m y tenía entre 40 y 60 años, pesaba unos 70 kg, y que padecía gota en los pies, así como la enfermedad de Bechterew. No está claro por qué estaba tumbado boca abajo en el ataúd. Los exámenes genéticos se llevarán a cabo en Bolzano.
- Datos: Q91253
- Multimedia: Erkanbald / Q91253